# Sistemul Național Electronic de Plată
Sistemul Național Electronic de Plată (SNEP), cunoscut și sub numele de www.ghiseul.ro este sistemul prin care românii pot să-și achite online taxele și impozitele.
Sistemul Ghiseul.ro  este administrat și operat de Agentia pentru Agenda Digitala a Romaniei (AADR), instituție aflată în subordinea Ministerului pentru Societatea Informaționala (MSI).
Platforma de plăți online a fost pusă la dispoziție gratuit de Asociația pentru Plăți Electronice din România (APERO).
Aceasta este o asociație care promovează plațile electronice și care este constituită din cele mai importante 14 bănci, scheme internaționale de carduri (VISA și MasterCard), procesatori și furnizori de tehnologie.
Din 2023, sistemul Ghiseul.ro are si o aplicatie de mobil, disponibilă pe telefoane cu sisteme de operare Android și iOS. De asemenea, el va permite și descărcarea cazierului judiciar.